# Ken Page
Kenneth „Ken” Page (ur. 20 stycznia 1954 w St. Louis, zm. 30 września 2024 tamże) – amerykański aktor musicalowy (teatralny), filmowy i wokalista kabaretowy. Znany jest przede wszystkim z roli w filmie Miasteczka Halloween, serii Kingdom Hearts oraz występu w musicalu Cats.
Ken Page rozpoczął karierę w teatrze pod gołym niebem w St. Louis. Jego broadwayowski debiut w The Wiz pociągnął za sobą role w kolejnych musicalach, Guys and Dolls (Theatre World Award) oraz Ain't Misbehavin' (Drama Desk Award). Rolę z tego drugiego powtórzył w 1982 roku w serialu telewizyjnym. W tym samym roku zagrał w brodwayowskiej premierze musicalu Cats odtwarzając rolę Old Deutronomy. Page dwukrotnie wcielał się w rolę Boga: w Randy Newman's Faust i Children of Eden. Page regularnie występuje w teatrze The Muny, a wśród sztuk, w których zagrał są m.in.: Jesus Christ Superstar, Aida, Czarnoksiężnik z Krainy Oz, Les Misérables i My One and Only.
Wśród produkcji filmowych, w których wystąpił Page są: Miasteczko Halloween, Wszystkie psy idą do nieba, Torch Song Trilogy oraz Dreamgirls. Poza tym pojawił się w wielu serialach, a w tym m.in.: Czarodziejki oraz Dotyk anioła.
Page samodzielnie występował, Page to Page. Poza tym reżyserował różne regionalne produkcje.